# Коефициент на топлинно разширение
Коефициент на топлинно (температурно) разширение е величина от науката механика, част от физиката. Коефициентът характеризира относителното изменение на обема или на линейните размери на дадена материално тяло (било то твърдо или флуид) при увеличение на температурата с 1 K (или °C) при постоянно налягане. Размерността му е обратна на температурата. Съществуват коефициенти на линейно и на обемно разширение. Обикновено се бележат с гръцките букви α и β (съответно).

## Коефициент на линейно топлинно разширение
Коефициентът представя относителното изменение на линейните размери на тялото, настъпващи в резултат на изменение на температурата му с 1 К при постоянно налягане.
{\displaystyle \alpha _{L}={\frac {1}{L}}\left({\frac {\partial L}{\partial T}}\right)_{p}\approx {\Delta L \over {L\Delta T}}}, К −1 (°C−1)
В общия случай, коефициентът на линейно топлинно разширение може да е различен при измерване в различни направления. Например, при анизотропни кристали, както и при дървесината се измерват коефициенти на линейно разширение по трите взаимно перпендикулярни оси: {\displaystyle \alpha _{x};\alpha _{y};\alpha _{z}}. При изотропните тела {\displaystyle \alpha _{x}=\alpha _{y}=\alpha _{z}} и {\displaystyle \alpha _{V}=3\alpha _{L}}.
За желязото коефициентът на линейно разширение е равен на 11,3×10−6 K−1.

## Коефициент на обемно топлинно разширение
Коефициентът се бележи с {\displaystyle \beta } и е равен на относителното изменение на обема при модификация на температура с един градус.
{\displaystyle \beta } = {\displaystyle 1/V*(dV/dT)}{\displaystyle [^{\circ }C^{-1}]}
Коефициентът на топлинно разширение при течностите и твърдите тела е сравнително малък по стойност и най-често е с положителен знак – телата увеличават обема си с повишение на температурата. При газовете обаче кохезионните сили между молекулите са слаби, поради което те силно изменят обема си с промяна на температурата.
Например, водата, в зависимост от температурата, има различни коефициенти на обемно разширение:
- 0,53×10−4 К-1 (при температура 5 – 10 °C);
- 1,50×10−4 К-1 (при температура 10 – 20 °C);
- 3,02×10−4 К-1 (при температура 20 – 40 °C);
- 4,58×10−4 К-1 (при температура 40 – 60 °C);
- 5,87×10−4 К-1 (при температура 60 – 80 °C).

Някои материали при повишение на температурата не се разширяват, а обратно, свиват се, т.е. имат отрицателен коефициент на топлинно разширения. За някои вещества това се проявява в много тесен температурен интервал, както е например при водата – в интервала от 0 до +3,984 °С. За други вещества и материали, например скандиев флуорид (ScF3), циркониев волфрамат (ZrW2O8), някои полимери, подсилени с въглеродни влакна, интервалът е твърде широк. Подобно поведение демонстрира също и обикновената гума. При свръхниски температури аналогично е поведението на кварца, силиция и редица други материали. Съществуват също така инварни сплави, притежаващи в определен температурен диапазон коефициент на топлинно разширение, близък до нула.

## Коефициенти на топлинно разширение за различни вещества
За изотропни материали, коефициентите на линейно топлинно разширение α и обемно топлинно разширение αV са свързани чрез уравнението αV = 3α. За често срещани материали, като например много метали и съединения, коефициентът на топлинно разширение е обратнопропорционален на точката на топене. В частност за металите, зависимостта е:
{\displaystyle \alpha \approx {\frac {0.020}{M_{P}}}}
за халиди и оксиди
{\displaystyle \alpha \approx {\frac {0.038}{M_{P}}}-7.0\cdot 10^{-6}\,\mathrm {K} ^{-1}}
В таблицата по-долу, обхватът за α е от 10−7 K−1 за твърди тела до 10−3 K−1 за органични течности. Коефициентът α се изменя с температурата, а някои материали имат много големи колебания. Най-големият линеен коефициент за твърдо тяло е постигнат при сплав от Ti-Nb.
| Вещество              | Линеен коефициент α при 20 °C (10−6 K−1) | Обемен коефициент αV при 20 °C (10−6 K−1) | Забележки                                            |
| --------------------- | ---------------------------------------- | ----------------------------------------- | ---------------------------------------------------- |
| Алуминий              | 23,1                                     | 69                                        |                                                      |
| Алуминиев нитрид      | 4,2 по оста a, 5,3 по оста c             | 13,7                                      | AlN е анизотропичен                                  |
| Бензоциклобутен       | 42                                       | 126                                       |                                                      |
| Месинг                | 19                                       | 57                                        |                                                      |
| Въглеродна стомана    | 10,8                                     | 32,4                                      |                                                      |
| ППВВ                  | – 0,8                                    | анизотропичен                             | посока на влакното                                   |
| Бетон                 | 12                                       | 36                                        |                                                      |
| Мед                   | 17                                       | 51                                        |                                                      |
| Диамант               | 1                                        | 3                                         |                                                      |
| Етанол                | 250                                      | 750                                       |                                                      |
| Галиев(III) арсенид   | 5,8                                      | 17,4                                      |                                                      |
| Бензин                | 317                                      | 950                                       |                                                      |
| Стъкло                | 8,5                                      | 25,5                                      |                                                      |
| Боросиликатно стъкло  | 3,3                                      | 9,9                                       | подходящ за запечатване на волфрам, молибден и ковар |
| Пирекс                | 3,2                                      |                                           |                                                      |
| Глицерин              |                                          | 485                                       |                                                      |
| Злато                 | 14                                       | 42                                        |                                                      |
| Хелий                 |                                          | 36,65                                     |                                                      |
| Лед                   | 51                                       |                                           |                                                      |
| Индиев фосфит         | 4,6                                      | 13,8                                      |                                                      |
| Инвар                 | 1,2                                      | 3,6                                       |                                                      |
| Желязо                | 11,8                                     | 35,4                                      |                                                      |
| Каптон                | 20                                       | 60                                        | Каптон DuPont 200EN                                  |
| Олово                 | 29                                       | 87                                        |                                                      |
| Макор                 | 9,3                                      |                                           |                                                      |
| Магнезий              | 26                                       | 78                                        |                                                      |
| Живак                 | 61                                       | 182                                       |                                                      |
| Молибден              | 4,8                                      | 14,4                                      |                                                      |
| Никел                 | 13                                       | 39                                        |                                                      |
| Дъб                   | 54                                       |                                           | перпендикулярно на зърното                           |
| Pseudotsuga menziesii | 27                                       | 75                                        | радиално                                             |
| Pseudotsuga menziesii | 45                                       | 75                                        | тангенциално                                         |
| Pseudotsuga menziesii | 3,5                                      | 75                                        | успоредно на зърното                                 |
| Платина               | 9                                        | 27                                        |                                                      |
| Полипропилен          | 150                                      | 450                                       |                                                      |
| PVC                   | 52                                       | 156                                       |                                                      |
| Кварцово стъкло       | 0,59                                     | 1,77                                      |                                                      |
| Сапфир                | 5,3                                      |                                           | успоредно на оста C или [001]                        |
| Силициев карбид       | 2,77                                     | 8,31                                      |                                                      |
| Силиций               | 2,56                                     | 9                                         |                                                      |
| Сребро                | 18                                       | 54                                        |                                                      |
| Ситал                 | 0±0,15                                   | 0±0,45                                    | средно от −60 °C до 60 °C                            |
| Неръждаема стомана    | 10,1 ~ 17,3                              | 30,3 ~ 51,9                               |                                                      |
| Стомана               | 11,0 ~ 13,0                              | 33,0 ~ 39,0                               | в зависимост от състава                              |
| Титан                 | 8,6                                      | 26                                        |                                                      |
| Волфрам               | 4,5                                      | 13,5                                      |                                                      |
| Терпентин             |                                          | 90                                        |                                                      |
| Вода                  | 69                                       | 207                                       |                                                      |
| Zerodur               | ≈0,007 – 0,1                             |                                           | при 0 – 50 °C                                        |